# Jean Bruhat
Pour les articles homonymes, voir Bruhat.
Jean Bruhat, né le 24 août 1905 à Pont-Saint-Esprit dans le Gard, mort le 11 février 1983 à Paris, est un historien français, agrégé d'histoire, spécialiste du mouvement ouvrier.
Il est un membre actif du Parti communiste français, étant connu notamment pour ses aptitudes d'orateur.

## Biographie

### Parcours professionnel
Né de grands-parents ouvriers et d'un père postier, Jean Bruhat passe son enfance en Auvergne. Il vient à 14 ans à Saint-Étienne où il passe son baccalauréat à 17 ans, en 1922. Il est à Lyon à 18 ans, adhère au groupe lyonnais des Étudiants collectivistes et participe à la formation du groupe Clarté.
Il s'installe à Paris en octobre 1925 lors de son entrée à l'École normale supérieure de la rue d'Ulm. Il adhère à la CGTU, puis au Parti communiste français. Il est reçu à l'agrégation d'histoire.

### Parcours professoral
Il est nommé en 1930 au lycée Georges-Clemenceau de Nantes. En octobre 1937, il obtient un poste au lycée Buffon, à Paris.
La direction du Musée de l'Histoire vivante de Montreuil lui est confiée en 1939. Après la Seconde Guerre mondiale, il est nommé conservateur du musée. Il enseigne les questions soviétiques à l'Institut d'études politiques de Paris,.

### Parcours politique
Durant cette période, il milite activement : il dirige le journal L'Université syndicaliste et participe pour le PCF au bureau de la fédération départementale, dont « il est l'un de ses orateurs les plus brillants dans les années du Front populaire », selon Marc Piolot. Il approuve les procès de Moscou et les condamnations qui en ont découlé, trouvant une justification par analogie avec Le Châtiment des espions et des traîtres sous la Révolution française. Pendant les années 1937-1938, la commission des cadres du PCF demande aux militants ce qu'ils pensent du trotskisme et s'ils connaissent des trotskistes (dans les faits, tous les oppositionnels à la ligne politique de l'Internationale communiste) et il a été accusé d'avoir dénoncé son beau-frère.
Sa nomination à Paris, lui permet d'accepter la mission que le PCF lui confie : la direction du musée de l'Histoire vivante, qui ouvre ses portes le 23 mars 1939 pour le 150e anniversaire de la Révolution française (dans l'après-guerre, Jean Bruhat officiera en tant que conservateur du musée). Il approuve le pacte germano-soviétique. Mobilisé en septembre 1939 lors du déclenchement de la Seconde Guerre mondiale, il est très surveillé pour « propagandisme révolutionnaire » et fait prisonnier le 18 juin 1940. L’Académie française lui décerne le prix Général-Muteau en 1942. Il parvient à être libéré en mars 1943, grâce à de faux papiers lui reconnaissant la qualité d'infirmier. Il est alors contacté par le PCF pour un engagement permanent dans la Résistance, mais, en désaccord avec la direction du Parti sur certaines questions, il refuse la proposition. Il reprend son poste au lycée et participe au Front national universitaire.
Il anime de 1945 à 1947 le travail d'éducation syndicale de la CGT (il sera plus tard membre du Conseil d'administration et d'orientation de l'Institut CGT d'histoire sociale). Il entre en juillet 1946 au lycée Lakanal, où il enseigne en khâgne pendant huit ans. Dans son livre "Bardadrac" (Seuil), son ancien élève, le critique littéraire Gérard Genette rend hommage à son enseignement. Il souligne notamment avec humour sa capacité à bâtir un plan en trois parties "sur quelque sujet que ce fût". Plus sérieusement, il le décrit comme un professeur pour qui "rien ne devait passer au-dessus de la vocation intellectuelle et de l'exigence professionnelle".
À partir de 1954, Jean Bruhat enseigne à la Sorbonne. Il donne aussi des cours à l'Institut d'études politiques de Paris et à l'École supérieure de commerce. Il enseigne après 1968 dans le département d'histoire de la nouvelle université de Vincennes (nommée depuis l'Université Paris VIII). Il est le grand-père du romancier Fabrice Pliskin, journaliste culturel au Nouvel Observateur.

### Du stalinisme à la contestation
Bien qu'il ne parle pas le russe et ne soit jamais allé en Union soviétique, son Histoire de l'URSS, maintes fois rééditée, a longtemps fait figure de référence. C'est au titre d'« expert » qu'il a été appelé à la barre en 1949 au cours du procès de Victor Kravtchenko contre Les Lettres françaises. Jean Bruhat déclara qu’il y avait des « invraisemblances », « contradictions » et « contre-vérités » dans le livre de Kravtchenko J'ai choisi la liberté. Il affirmait d'autre part « qu'en comptant les carreaux cassés on ne fait pas l'histoire d'une révolution ». Il fut selon l'historien Philippe Robrieux « engagé à fond » dans le stalinisme.
Toutefois il évolue, comme beaucoup d'intellectuels communistes ou simplement de militants. Politiquement son regard et sa pratique acquièrent une certaine distance à l'égard de l'action du PCF. Il participe à la fin des années 1960, aux côtés notamment de Jean Dresch, Gilbert Badia, Madeleine Rebérioux, Robert Merle et Jean-Louis Bory, au comité de rédaction et au comité de soutien de la revue Politique Aujourd'hui. Les militants du PCF sont sommés de s'en retirer sous peine d'exclusion. Jean Bruhat s'incline tandis que d'autres choisissent la rupture.
Par ailleurs, il est signataire en mai 1968 du Manifeste des 36 adressé au comité central du PCF pour protester contre l'incompréhension du parti sur le sens et l'importance du mouvement étudiant : une délégation du comité central est contrainte de recevoir le 1er juin le groupe de contestataires auquel, bien que membre de cette délégation avec Guy Besse, Pierre Juquin et Roland Leroy, Roger Garaudy exprime son soutien. En 1978 (à 73 ans), il est parmi les signataires d'une pétition, lancée par l'historien Michel Barak, par laquelle plus de 1200 militants communistes  réclamaient débats, démocratie interne et ouverture vers les évolutions sociétales.

## Historien àL'Humanité
Pédagogue apprécié par certains de ses étudiants, il était également un bon vulgarisateur de l'histoire  sociale, auprès d'auditoires ou de lecteurs peu habitués à ce volet de l'Histoire.
En de nombreuses occasions il a écrit des articles  d'histoire pour le quotidien L'Humanité. Au temps du Front populaire, c'est tous les quinze jours qu'il y tenait une rubrique d'histoire. Ses articles furent d'abord illustrations strictes de la « vulgate » marxiste, comme il le reconnaît dans ses mémoires. Il reprenait une collaboration régulière à ce journal à partir de 1971. Son marxisme, plus ou moins épuré de tout sectarisme, constitue alors une grille de lecture historienne de l'actualité politique et sociale. Une élection, une grève, les commémorations événementielles du mouvement ouvrier, telle la Commune de Paris sont un territoire qu'il laboure pour le plus grand intérêt des lecteurs.

## Publications

### Ouvrages
- Histoire de l'URSS, Paris, PUF, coll. « Que sais-je ? », 1945, douzième édition 1980, 126 p.
- Les Journées de février 1848, Paris, PUF, 1948.
- L'Europe, la France et le mouvement ouvrier en 1848, Paris, Éditions sociales, 1948, brochure de 48 pages, publiée dans le cadre  de la collection Les conférences de l'Université nouvelle, avec pour sous-titre : le Centenaire du Manifeste.
- Destin de l'histoire, essai sur l'apport du marxisme aux études historiques, Paris, Éditions sociales, 1949, brochure de 62 pages, publiée dans le cadre de la collection Les grandes conférences de " La Pensée" .
- Histoire du mouvement ouvrier français : des origines à la révolte des Canuts, Paris, Éditions sociales, 1952, 287 p.
- Lénine, Paris, Club français du livre, 1960, réédité par le Livre club Diderot, Paris, 1976, 294 p.
- La première Internationale et les syndicats, Paris, Centre confédéral d'Éducation ouvrière, Cgt, 1964. Brochure de 64 pages, préfacée par René Duhamel, membre du Bureau confédéral de la Cgt.
- avec Marc Piolot, Esquisse d'une histoire de la CGT (1895-1965), Paris, Éditions du Centre confédéral d'éducation ouvrière de la CGT, 1967 (1re éd. : 1960), 383 p.
- en collaboration avec Jean Dautry et Émile Tersen, La Commune de 1871, Paris, Éditions sociales, 1970 (1re éd. : 1960), 463 p.
- Karl Marx - Friedrich Engels, essai biographique, Paris, Club français du livre, 1960, réédité par le Livre club Diderot, Paris, 1976, 380 p.
- Napoléon : les mythes et la réalité, Cercle parisien de la Ligue française de l'enseignement, 1969, 34 p.
- Eugène Varlin, militant ouvrier, révolutionnaire et communard, Paris, EFR et Club Diderot, 1975, 286 p.
- Gracchus Babeuf et les Égaux ou « le premier parti communiste agissant », Librairie académique Perrin, 1978, 252 p.
- (en collaboration), Histoire de la France contemporaine Paris, Éditions sociales, 1979, tome II et III.
- Il n'est jamais trop tard (souvenirs), Paris, Albin Michel, 1983, 296 p. Autobiographie utilisée en "Source"

### Articles
- "Un retour aux sources : colonialisme et anticolonialisme au temps de Robespierre", La Pensée, n° 100, novembre-décembre 1961, p. 43-56.
- Anticléricalisme et monde ouvrier en France avant 1914, esquisse d'une problématique, Le Mouvement social, no 1, 1975, page 79 et suivantes.

### Sources
- Jean Maitron et autres, Dictionnaire biographique du mouvement ouvrier français, notice Jean Bruhat.
- Philippe Robrieux, Histoire intérieure du Parti communiste, tome 4, biographie "Jean Bruhat".
- Jacques Julliard, Michel Winock (direction), Dictionnaire des intellectuels français, Le Seuil. 1996.